# Johann Tobias Krebs
Johann Tobias Krebs   (Heichelheim, 7 de juliol de 1690 - Buttstädt, 11 de febrer de 1762) va ser un organista i compositor alemany, avui millor recordat com el pare de Johann Ludwig Krebs, un dels alumnes més assolits de Bach.
Krebs va néixer a Heichelheim i va anar a l'escola a la propera ciutat de Weimar. No se sap res de la seva formació musical primerenca, però als 20 anys Krebs era prou expert en el teclat per ser convidat a organista a Buttelstedt, una altra ciutat de la mateixa zona. Krebs va acceptar, però va continuar els seus estudis musicals a Weimar, viatjant allà dues vegades per setmana per estudiar amb Johann Gottfried Walther, i més tard amb Johann Sebastian Bach. El 1721 fou acceptat a un lloc a Buttstädt, on tocava l'orgue de Michaeliskirche i ensenyà a l'escola. Krebs va romandre a Buttstädt durant la resta de la seva vida. Va tenir tres fills, i el més gran, Johann Ludwig Krebs, es va convertir en un conegut compositor.
Les obres supervivents de Krebs són escasses. Alguns preludis corals conservats en els manuscrits mostren una marcada afició al contrapunt. Dues de les peces menys conegudes del catàleg de Bach-Werke-Verzeichnis poden ser compostes per Krebs:
- Previ de la coral Nun komm, der Heiden Heiland, BWV 660b, un acord d'un dels corals de Lechzig de Bach, Nun komm, der Heiden Heiland, BWV 660
- Trio en re menor, BWV Anh. 46, un trio contrapuntal que presenta alguna semblança amb les sonates del trio d'orgue de Bach

A més, els Vuit Preludis i Fugues Curts, BWV 553–560, que abans eren atribuïts a Bach, es consideren obra de Johann Tobias Krebs o del seu fill gran.